# Leo i Brigita (1989.)
Leo i Brigita je hrvatski romantični televizijski dramski film iz 1989. godine kojeg je režirao Zrinko Ogresta. Premijerno je prikazan 10. travnja 1989. na Televiziji Zagreb.

## Uloge
- Zdenka Heršak - Brigita Šramek
- Boris Buzančić - Leo
- Vjera Žagar Nardelli - Ivka Žganec
- Eliza Gerner - Ana Kovač
- Mirela Brekalo - Brigitina susjeda
- Zoran Gogić - Brigitin susjed
- Inge Appelt - Zlatkova udovica
- Edo Peročević - Karlo Doksa
- Danko Ljuština - gospodin Popović
- Franjo Majetić - gospodin Žganec
- Zvonko Strmac - Alojz
- Boris Miholjević - Mario Stipić
- Suzana Nikolić - Ljubica Ljubinović
- Zvonko Lepetić - gospodin Čikotić
- Ivo Gregurević - inspektor
- Sven Medvešek - cvijećar
- Mia Oremović - žena u telefonskoj govornici
- Željka Ogresta - televizijska novinarka
- Antonija Ćutić - policajka
- Radoslav Špicmiler - ?
- Marija Bašić - ?

1. ↑  V., J. 7. travnja 1989. "Leo i Brigita". Večernji list. Pristupljeno 9. ožujka 2025.